# 埃及苹
埃及苹（学名：Marsilea aegyptica）为苹科苹属下的一个种。